# نوبندجان
نوبندجان شهری بود در فارس قدیم از کوره شاپور که در شمال شهر بیشاپور و در نزدیکی شعب‌بوان قرار داشت. بقایای این شهر باستانی امروزه در نورآباد ممسنی و با نام نوبندگان موجود است. بین این شهر و ارجان شانزده فرسخ فاصله است و با شیراز نیز در همین حدود فاصله دارد (از معجم البلدان). نوبندجان از شهرهای ساخته شده به دست  شاپور است.
شهر نوبندجان تا اواخر قرن چهارم هجری آباد بود اما تقریباً در نیمه اول قرن پنجم از یک طرف بین افراد خاندان بویه اختلاف ایجاد شد و از طرف دیگر، سلجوقیان نیز که به تدریج به قدرت رسیده بودند، می خواستند فارس را از تصرف خاندان بویه خارج سازند. در نتیجه در این دوران اوضاع فارس آرام نبود و ملوک شبانکاره به قسمت‌های مختلف فارس حمله می‌کردند. ابوسعد کازرونی که همان ابوسعید شبانکاره و یکی از ملوک شبانکاره بود، به نوبندجان حمله نمود و آنجا را غارت و خراب کرد. این خرابی بسیار شدید بوده‌است؛ چنانکه حتی مسجد جامع شهر نیز طعمهٔ حریق شد و مردم آنجا آوارهٔ سایر شهرها شدند. این شهر بعد از یک دوره آبادانی، در حملهٔ مغول و بعد تیمور مجدداً ویران گشت و دیگر روی آبادانی بر خود ندید.
ابن بلخی می‌نویسد نوبندجان پیش از این شهری بود بزرگ و نیکو و در ایام فترت، ابوسعد کازرونی چندین نوبت آن را غارت کرد و مردم از آنجا در جهان آواره شدند و خلایقی از ایشان در غربت بمردند و چون اتابک چاولی به پارس آمد و ابوسعد را برداشت آنجا روی به آبادی نهاد. هوای آنجا گرمسیر است و آب روان بسیار دارد.»
مقدسی نوشته‌است «یک فرسنگ از نوبندجان در مدخل غاری مجسمه‌ای از شاپور است. تاجی بر سر دارد. در زیر آن سه برگ سبز است. کف پای آن سیزده وجب و از سر تا پا یازده ذراع طول دارد. در پشت سر مجسمه، آبی است راکد، بدون حرکت و جریان. از غار باد شدیدی به بیرون می‌وزد.»